# حزقيال ديلغادو
حزقيال ديلغادو (بالإسبانية: Juan Delgado)‏ هو مبارز بالسيف إسباني، ولد في 2 مايو 1896، وتوفي في 24 ديسمبر 1974.

## وصلات خارجية
- حزقيال ديلغادو على موقع أوليمبيديا (الإنجليزية)